# Orbita adeocentrica
In astronomia e astronautica si dice orbita adeocentrica una qualsiasi orbita attorno al pianeta nano Plutone. Tutti i satelliti naturali di Plutone sono attualmente in orbita adeocentrica; al contrario, nessuna sonda spaziale di fabbricazione umana è sinora entrata in orbita attorno al pianeta.

## Orbite notevoli
Alcuni tipi particolari di orbita adeocentrica sono l'orbita adeosincrona e l'orbita adeostazionaria.